# Gardenia urvillei
Gardenia urvillei är en måreväxtart som beskrevs av Xavier Montrouzier. Gardenia urvillei ingår i släktet Gardenia och familjen måreväxter. Inga underarter finns listade i Catalogue of Life.